# Religija i homoseksualnost
Religija i homoseksualnost je poseban oblik gledanja na istopolne osobe i njihove odnose unutar društva, koja se razlikuje u zavisnosti od vremena, mesta, i vreste religije i, konačno, od forme — homoseksualnosti ili biseksualnosti. Trenutno odnos između velikih svetskih religija i homoseksualnosti zasnovan je na negativnom stavu prema LGBT osobama. Međutim unutar pojedinih religija postoje i „struje” koje na homoseksualnost gledaju pozitivno (ili bar pozitivnije). Takođe, postoje denominacije koje punopravno uključuju gejeve, lezbijke i biseksualne osobe u svoje članstvo, postavljajući ili proglašavajući javno deklarisane gejeve i lezbijke za sveštenstvo, dajući time i blagoslov članovima istopolnih zajednica, pa čak učestvovanje, sklapaju istopolnih brakova.

## Odnos religijskih grupa prema gejevima i lezbijkama
Homoseksualnost je bila dijagnostička kategorija u popisu svih mentalnih bolesti, skraćeno DSM-u od prvog izdanja 1952. godine i nalazila se u osnovi medicinskog modela mentalne bolesti od 19. veka. Međutim kada je Američka psihijatrijska asocijacija 1973. godine uklonila homoseksualnost iz DSM-III (III popis svih mentalnih bolesti), uz objašnjenje da homoseksualnost nije nužno povezana sa psihopatologijom, u većini slučajeva stavovi religija se nisu promenili, jer je u glavama verskih velikodostojnika i velike grupe vernika, homoseksualnost i dalje ostala, i još dugo će ostati, nešto vanprirodno i biološki i društveno nemoralno.

Iako su se unazad 50 godina, u savremenom društvu, stavovi o homoseksualnim osobama menjali, počev od onih medicinskih, pa do onih društvenih, ma kolike te promene bile (male ili velike), uvek su ti stavovi u većoj ili manjoj meri bili opterećeni predrasudama, kao i prema svakoj manjinskoj grupi. Ili kako tvrdi doktor Gregori Herek, 
...stavovi većine prema homoseksualnim osobama slični su onima prema ostalim manjinskim grupama, rasnim, etničkim itd.
 Opstajanju ovih predrasuda u velikoj meri doprinosi i stav religije, koja u zavisnosti od toga o kojoj se religiji radi. Osim budizma, sve veće religije u manjoj ili većoj meri osuđuju homoseksualnost i ona po pravilu ima negativan status. Sa modernizacijom društva, neke religije ili bar pojedini njeni glasnogovornici, vremenom su ublažili stav prema homoseksualnosti, ali su ovakvi slučajevi, na globalnom nivou, u velikoj meri usamljeni.
Hrišćanstvo i islam (ali i druge religije) zvanično osuđuju homoseksualnost, a pitanje intenziteta osude je u direktnoj sprezi sa stepenom ekstremizma i raširenosti religije.

Na negativan stav religije svakako utiče i viševekovna doktrina religije o što većoj masovnosti vernika. Naiame zbog loših uslova života, brojnih epidemija zaraznih bolesti, i velike smrtnost u brojnim ratovima, u srednjem i novom veku, to je negativno uticalo na populacionu politiku, svih većih religije koje su se kroz istoriju zalagale za što veći broj dece, zabranu abortusa i sl. Jer je razmnožavanje bilo od esencijalne važnosti za crkvu iz razloga umnožavanja stanovništva a time i vernika. Međutim, danas na planeti Zemlji živi preko 6,5 milijardi ljudi, što se označava kao prenaseljenost. Dalje, životni vek je drastično produžen, medicina i tehnologija su napredovale. Istorijske promene su se dogodile. Međutim, promene u posmatranju homoseksualnosti iz ugla religije, gotovo da su identične onima od pre nekoliko vekova. Sve ovo u potpunosti potvrđuje Vajnbergovu tvrdnja, 
„Religija je uvreda za ljudsko dostojanstvo. Sa religijom ili bez nje, dobri ljudi će činiti dobro, a zli će činiti zlo. Ali da bi dobri ljudi činili zlo, za to je potrebna religija.”
 i govori u prilog postojanja velike hostilnosti prema homoseksualnim osobama koja traje skoro koliko i sama religija, bez obzira na novonastale društvene promene.
Modernizacija društva s početka 21. veka donela je ipak i neke promene. Tako je npr. zvanični stav katoličke i jevrejske crkve, da prihvata homoseksualne osobe, ali ne i homoseksualne odnose i njihovo ponašanje. Pojedine religije čak u potpunosti prihvataju homoseksualnost, ali su one jako malobrojne.

## Avrahamske religije
Religije pisma ili Avrahamske religije, kao i Judaizam, Hrišćanstvo i Islam, tradicionalno zabranjuju seksualne veze između vernika istog pola i uče ih da je takvo ponašanje grešno. Tekstovi Starog zaveta („Lev. 18:22”. Архивирано из оригинала 10. 11. 2019. г. i „20:13”. Архивирано из оригинала 28. 12. 2018. г.), Novog zaveta („Rim 1:26-27”. Архивирано из оригинала 10. 11. 2019. г., „I Tim 1:9-10”. Архивирано из оригинала 10. 11. 2019. г. i „1 Kor 6:9-11”. Архивирано из оригинала 03. 08. 2016. г.) i Kurana (7:80-81 i 26:165) se obično koriste i na propovedima čitaju kao potvrda pisama za ovako učenje. Prvi zapisani zakon protiv homoseksualnosti u Avrahamskim religijama je Knjiga Levitska u kojoj se seksualni odnos između dva muškarca smatra velikim prestupom, mada danas postoje i drugačija tumačenja ovih tekstova.
Pored denominacija sa negativnim stavom, koje su i dalje prisutne u većini religija, danas postoje i one koje prihvataju gejeve i lezbijke u svoje članstvo, dajući blagoslove istopolnim parovima, a neke i obavljaju ceremonije venčanja gej i lezbijskih parova.

### Judaizam
Tora je osnovni izvor na osnovu koga  jevrejska zajednica gradi odnos prema homoseksualnosti, i da je za homoseksualnost kao i za mnoge druge slične zapovesti, kazna za prekršaj koji čine homoseksualni vernici smrt. Vezano za homoseksualnost u tori se navodi: 
„Sa muškarcem ne lezi kao sa ženom; gadno je.“ “Ko bi muškarca obležao kao ženu, učiniše gadnu stvar obojica; da se pogube; krv njihova na njih.“ (u prevodu Đure Daničića).
 Prti čemu Rabinska jevrejska tradicija razume ovaj stih kao zabranu analnog seksa sa drugim muškarcem. Rabinska tradicija, ali je međutim ona je shvata kao širu zabranu, bilo kakvih homoseksualnih odnosa, bilo između muškaraca ili između žena. Ono što se danas smatra biološkom ili psihološkom homoseksualnošću ne pominje se u klasičnim rabinskim spisima, već, „Pisma” govore samo o specifičnim seksualnim činovima. Pri tome ortodoksni judaizam smatra da je svaki istopolni seksualni odnos grešan. 

#### Stav ortodoksnih Jevreja i/ili konzervativnog Judaizma
Mnogi ortodoksni Jevreji danas, vide homoseksualnost kao izbor, a neka „Pisma” govore o homoseksualnosti kao o namernoj devijaciji. Noviji trendovi u učenju judaizma kreću se ka boljem razumevanju i prihvatanju religioznih gejeva i lezbijki, ali i dalje nisu načinjene nikakve radikalne promene u svetim zakonima, što koče ortodoksne grupe koje veruju da nikakve promene u zakonu nisu moguće.
Konzervativni judaizam, kao i ortodoksi, vidi Jevrejski zakon kao normu, ali ima fleksibilnije shvatanje kako ga treba tumačiti, pa od 1990. sprovode brojne studije na ovu temu, nakon kojih su različiti rabini dali različite odgovore na odnos prema LGB u zajednici.

#### Stav liberalnog judaizma
Liberalni judaizam, koji više ne prihvata jevrejske zakone kao norme, smatra da su sve dobrovoljne seksualne prakse između odraslih osoba prihvatljive, bez obzira na to da li su heteroseksualne ili homoseksualne. Liberalni Jevreji ne smatraju da se jevrejski zakoni mogu promeniti da bi odobrili istopolne seksualne odnose; smatra se da ti jevrejski zakoni više nisu važeći ili etični.
Reformistički judaizam smatra da je homoseksualnost prirodno osećanje privlačnosti i da se zabrane, koje se nalaze u Tori, odnose na paganske religijske rituale, posebno one u Egiptu i Kanaanu, u kultovima plodnosti i prostituciji u hramovima, a ne na odnose između LGB osoba.

#### Stav judaizma prema LGB vernicima od 1990.
Zvanični stav od 1990. jeste da gejeve i lezbijke treba prihvatiti u njihovim sinagogama i podstiče borbu protiv diskriminacije u društvu, ali zabrana istopolnih seksualnih odnosa i dalje ostaje na snazi.
Komitet za jevrejski zakon i standarde  januara, 2007. godine, je izglasao da gejevi i lezbijke mogu postati rabini i hazzani, kao i da se neka vrsta ceremonije uvođenja gej ili lezbijskog para u istopolnu zajednicu može smatrati legitimnim.

### Hrišćanstvo
Citirajući Bibliju većina hrišćanskih denominacija tvrdi da je homoseksualnost greh. U Levitskim zakonima muška homoseksualnost se smatra velikom gnusobom, abominacijom, i stavlja se u isti red sa incestom, bestijalnošću i jedenjem školjki. Lezbijski seks se pominje u Poslanici Rimljanima kao protivprirodan. Evo originalnog teksta iz Biblije:
Zato ih predade Bog u sramne slasti; jer žene njihove pretvoriše putno upotrebljavanje u besputno. Tako i ljudi ostavivši putno upotrebljavanje ženskoga roda, raspališe se željom svojom jedan na drugoga, i ljudi s ljudima činjahu sram, i platu koja trebaše za prijevaru njihovu primahu na sebi.(Rim. 1.26 i 1.27 u originalu)” Prevod Vuka Karadžića).
Rimokatolička crkva zahteva čednost od gejeva i lezbijki, smatrajući da su istopolni odnosi protivni prirodnim zakonima zabranjeni, i insistira se na tome da je seks dopušten jedino između muškarca i žene i to samo u kontekstu braka, dok su homoseksualne težnje „iskušenje“.

Međutim Rimokatolička crkva navodi i stav, da osobe sa takvim iskušenjem treba da budu „prihvaćene sa poštovanjem i saosećanjem“ . Pa se tako u jednom od stavova iz 2014. godine navodi: 
...da partnerstvo istopolnih ne može biti poistovećeno sa brakom između muškarca i žene, ali da i pored moralne problematičnosti ne treba prenebregnuti dragocenu podršku koju ponekad homoseksualni partneri pružaju jedno drugom u vezi.
 Što je mali iskorak sobzirom da kod skoro svih vera slično viđenje poput onog u Rimokatoličkoj i Pravoslavnoj crkvi u određenim protestantskim denominacijama i (ortodoksnim) judaizmu, da je brak muškarca i žene norma, a bračna zajednica bi trebalo da donese potomstvo. Ipak ovim malim iskorakom Rimokatolička crkva je „zakoračila na put suočavanja sa savremenim dobom.”
Stav Pravoslavne crkve prema LGBT osobama je sličan stavu Katoličke crkve. Za to je najbolji primer stav Ruska pravoslavna crkva je prva, za sada i jedina, pravoslavna crkva koja je jasno izrazila svoj stav prema civilnom društvu, ljudskim pravima, braku, bioetici...
... U dokumentu izdatom 2000. godine govori se i o homoseksualnosti, koja se opisuje kao "izopačeno ispoljavanje seksualnosti" i "oštećenje ljudske prirode" koje je moguće prevazići duhovnim naporom. Crkva se odnosi sa "pastirskom odgovornošću" prema ljudima "sa takvim sklonostima", ali se oštro protivi predstavljanju "greha" kao norme i time bilo kakvom propagiranju "homoseksualnog načina života".
  Sličan, mada neujednačen stav ima i Srpska pravoslavna crkva. Da je to tako ilustruju ova dva različita gledanja na LGBT... 
Vladika Grigorije je onomad nazvao učesnike Parade braćom i sestrama, a mitropolit Amfilohije punio je stupce i ovdašnje i svetske štampe svojim opisima o „smradu koji se širi Beogradom”.
Neke hrišćanske crkve, međutim, ne osuđuju homoseksualnost. Mnogi liberalni hrišćani su otvoreni prema gejevima i lezbijkama i postoje denominacije koje u potpunosti podržavaju LGBT osobe, kao što je  Crkva metropolitanske zajednice (Metropolitan Community Church MCC), koja podržava i u svoje redova svesrdno prima LGBT vernike.
Protestantske crkve u zemljama sa visokim stepenom prihvatanja LGBT osoba i poštovanja ljudskih prava (kao na primer Skandinavija, Nemačka, Holandija, Kanada...) daju blagoslov istopolnim parovima, pa čak i obavljaju rituale venčanja.

### Islam
Islamski naučnici u velikoj meri uče da je istopolni seks greh. Muslimanska sveta knjiga, Kuran, pripoveda priču o Lotu i uništenju Sodome - a sodomija na arapskom jeziku je poznata kao "liwat", zasnovana na Lotovom imenu. Ljudi koji imaju seksualne odnose trebaju biti kažnjeni, kaže Kuran, ali ne kaže kako - i dodaje da ih treba ostaviti na miru ako se pokaju. Umesto toga propagira se da smrtna kazna dolazi od hadisa, ili iz iskaza proroka Muhameda. Načini se razlikuju po metodi ubijanja, a neke države daju manje kazne u nekim okolnostima.
Međutim sve glavne islamske sekte se protive homoseksualnosti, а LGBT osobe kažnjava smrću u šest islamskih zemalja: Saudijska Arabija, Iran, Mauritanija, Sudan, Somalija i Jemen, Avganistan (u kome Talibani koriste smrtnu kaznu). U drugim islamskim zemljama, kao što su Bahrein, Katar, Alžir, Pakistan, Malezija i Maldivi, homoseksualnost se kažnjava zatvorom, novčanom kaznom ili bičevanjem.

Prema ISIS-ovom radikalnom tumačenju islama, 
homoseksualce treba bacati sa visoke zgrade, a zatim kamenovati ako nisu mrtvi kada udare u zemlju.
 Ova grupa bazira ovu groznu kaznu na jednom stavu u kojem je Poslanik Muhamed navodno rekao da bi homoseksualci trebalo da budu bačeni s ogromne visine, a zatim kamenovani. Tokom samo dve godine, ISIS je bacio desetke gej muškaraca sa visokih zgrada u oblastima Iraka i Sirije pod svojom kontrolom. Pre ISIS-a, ova metoda se retko koristila, iako su drugi militanti islamisti homoseksualce i lezbijke kažnjavali smrću.

Islamska učenja u tradiciji hadisa  priznaju istopolnu privlačnost, cene uzdržavanje i (u Kuranu) osuđuju upražnjavane istopolne ljubavi. U skladu sa ovim u islamskim zemljama osećanje privlačnosti muškarca prema lepom mladiću je očekivano i oprašta se kao ljudska priroda. Ipak, 
...uzdržavanje od otkrivanja ili delovanja u cilju ispunjena ove požude nagrađuje se u rajskom životu, gde čovek uživa sa večno mladim, nevinim ljubavnicama i ljubavnicima (hurija i gulam, jednako upoređivani sa biserima.
  Islamisti istopolni odnos  smatraju ogrešenjem o Kuran. Iako istopolna privlačnost nije protiv Šerijata, fizičko prepuštanje strastima u Islamu se kažnjava po stfrogim šerijatskom zakonu.

Pasivna uloga u seksualnom odnosu se smatra nedostojnom. Transrodne osobe koje često nastupaju u islamskim državama kao zabavljači(ce) su prezrene zbog svoje submisivne uloge, ali istovremeno cenjene zbog svojih veština. Ovo ima svoje začetke u ulogama koje su imali bacche i kočeci. 
Aktivnu ulogu u seksualnom činu ima muškarac koji sebe ne identifikuje kao homoseksualca ili geja i koji je obično ispunio društvena očekivanja da se oženi i ima decu. Njihova homoseksualna iskustva se smatraju daljim potvrđivanjem muževnosti.
 Premda ovo predstavlja generalnu kulturnu konstrukciju, praksa se umnogome razlikuje. 
Diskurs o homoseksualnosti u islamu tiče se gotovo isključivo odnosa između muškaraca. Ako se ženska homoseksualnost nekada pominje to je izjednačeno sa prevarom. Istoričar Abu Jafar Muhammad ibn Jarir ibn Yazid ibn Kathir al-Tabari beleži ubistvo lezbijskog para iz harema pod kalifom Abu Abdullah Musa ibn Mahdi al-Hadi (785-786).
Islam toleriše istopolne želje kada ih posmatra kao iskušenje, ali istopolne seksualne odnose smatra transgresijom prirodne uloge i cilja seksualne aktivnosti.

Istorijski posmatrano i sa izuzecima, kažnjavanje za istopolne odnose između muškaraca u islamu bilo je mnogo blaže nego u judaizmu ili hrišćanstvu. U Kuranu se navodi da osoba koja je počinila greh može da se pokaje i da sačuva svoj život. Mnoge islamske kulture, one rane kao što su one na teritoriji Vavilonje, Egipta i Hanana, gde je dokumentovano da je homoseksualnost igrala važnu društvenu ulogu zbog njihove izloženosti helenističkoj kulturi, ali i one koje su se kasnije razvile, kao abasidski kalifat ili safavidska Persija, bile su poznate po negovanju sofisticirane homoseksualne estetike u umetnosti i književnosti. Svoj ljubavni i religiozni život oni mire citiranjem hadisa: 
Onaj koji voli i ostane čedan i krije svoju tajnu i umre, umire kao mučenik“. Kasniji hadisi su oštriji: „Kada se muškarac popne na drugog muškarca, Božje presto se trese… Neka se ubije onaj koji to radi i neka se ubije onaj nad kojim se to radi.
 I stari i moderni fundamentalisti ove reči tumače doslovno, što je rezultovalo brojim ubistvima.
Gledanja religije kroz stav da ona dozvoljava istopolnu ljubav sve dok je ona čedna i dok nemaju seksualni odnos, nalazimo u delima Ibn Hazima, Ibn Dauda, Al-Mutamida, Abu Nuwasa i mnogi drugih, koji su koristili ovo da bi pisali otvoreno o ljubavi između muškaraca, dok su tvrdili da su ostali čedni. Dalje, da bi se kršenje ovog propisa dokazalo potrebno je da četiri muškarca, odnosno osam žena posvedoče protiv optuženog, što otežava progon onih koji ne ostanu čedni u privatnosti svog doma.
Ipak, uprkos strogom islamskom učenju, muslimani u nekim zemljama daju podršku LGBT pravima. Nešto više od 40% američkih muslimana izjavilo je da su prošle godine podržavali istopolne brakove, navodi se u izveštaju Instituta za istraživanje religije sa sedištem u Vašingtonu.
Pored toga, mali broj islamskih teoretičara, uglavnom na Zapadu, počeo je preispitivati islamsko učenje o homoseksualnosti i zaključili da je opšta osuda pogrešna interpretacija. Međutim, ovakvo viđenje homoseksualnosti je tek na početku i nije široko prihvaćeno.
Verski mešoviti Liban je najliberalniji je među arapskim zemljama u pogledu istopolnih odnosa i ima aktivnu LGBT zajednicu. Ipak, libanski zakon zabranjuje homoseksualnost, iako se doduše retko procesuira i osporava homoseksualnost u sudovima. Liban je 2017. godine postao prva arapska zemlja koja je održala gej nedjelju ponosa, iako je svečano otvaranje događaja otkazano zbog zabrinutosti za bezbednost učesnika nakon pretnji nasiljem.

## Darmičke religije
U darmičkim religijama, nastalim u Indiji, koje uključuju Hinduizam, Budizam, Džainizam i Sikizam učenja o homoseksualnosti su manje jasna nego ona u avramskim religijama. Za razliku od zapadnih religija, homoseksualnost se ovde retko pominje. Ipak, većina savremenih religijskih vođa u raznim darmičkim tradicijama ima negativan odnos prema homoseksualnosti.
Stari religijski tekstovi, poput Veda često pominju ljude trećeg pola, koji nisu ni muškarci ni žene. Pomenuti treći pol se može smatrati paralelom današnjih zapadnjačkih gejeva, lezbijki, transrodnih i/ili interseksualnih osoba. Ipak, ove osobe su obično negativno prikazane kao osobe najniže kaste. Stari hindu zakonici od 1. veka nadalje svaki nevaginalni seks (ayoni) smatraju nečistim, mada je istopolna seksualnost i promena pola dosta česta u hinduističkom panteonu.